# Resolutie 2035 Veiligheidsraad Verenigde Naties
Resolutie 2035 van de Veiligheidsraad van de Verenigde Naties werd unaniem door de VN-Veiligheidsraad aangenomen op 17 februari 2012.
Middels resolutie 2035 werd het panel van experts dat toezag op het wapenembargo tegen Darfur een jaar verlengd.

## Achtergrond
Al in de jaren 1950 was het zwarte zuiden van Soedan in opstand gekomen tegen het overheersende Arabische noorden. De vondst van aardolie in het zuiden maakte het conflict er enkel maar moeilijker op. In 2002 kwam er een staakt-het-vuren en werden afspraken gemaakt over de verdeling van de olie-inkomsten. Verschillende rebellengroepen waren hiermee niet tevreden en in 2003 ontstond het conflict in Darfur tussen deze rebellen en de door de regering gesteunde janjaweed-milities. Die laatsten gingen over tot etnische zuiveringen en in de volgende jaren werden in Darfur grove mensenrechtenschendingen gepleegd waardoor miljoenen mensen op de vlucht sloegen.

## Inhoud

### Waarnemingen
De vrede in Darfur moest terugkeren op basis van het Doha-vredesdocument dat in mei 2011 was overeengekomen in Doha.
Zowel de Soedanese overheid als de Beweging voor Vrijheid en Rechtvaardigheid (rebellen) werden aangespoord de afspraken na te komen en deel te nemen aan de AU/VN-bemiddeling.
Het recente aantreden van de Regionale Autoriteit van Darfur was een belangrijke stap in de uitvoering van het document.
Van de partijen in het conflict werd geëist dat de militaire activiteit, waaronder luchtbombardementen en aanvallen op de bevolking, werd gestaakt.
Daarentegen moest men iets doen aan de humanitaire crisis in Darfur en hulpverleners onbeperkt toelaten tot de regio.
De Veiligheidsraad vroeg meer samenwerking tussen de UNAMID-vredesmacht het het panel van experts (dat toezag op het wapenembargo).
Die hadden tegenwerking ondervonden; onder meer bij het krijgen van visa en in hun bewegingsvrijheid.
Soedan werd nog gevraagd de noodtoestand in Darfur op te heffen, vrije meningsuiting toe te staan en mensenrechtenschenders te berechten.

### Handelingen
Het mandaat van het panel van experts, aangesteld in 2005, werd verlengd tot 17 februari 2013.
Op 11 januari 2012 werden in Darfur twee staten, Oost- en Centraal Darfur, bijgecreëerd.
De uitzonderingen op de sancties ingesteld middels resolutie 1591 ter ondersteuning van het vredesakkoord werden afgeschaft.
Sommige personen gelieerd aan de Soedanese overheid en gewapende groepen in Darfur bleven geweld plegen tegen de bevolking en vrede in de weg staan.
De Veiligheidsraad was van plan later gerichte sancties tegen hen op te werpen.
Het panel werd gevraagd hiervoor een lijst met namen op te stellen.
Het panel moest voorts haar onderzoek naar aanvallen op UNAMID voortzetten.
De verantwoordelijken hiervoor bedreigden immers de stabiliteit in Darfur.
Men had ook gemerkt dat bepaalde goederen na import werden geconverteerd voor militair gebruik.
Landen werden gevraagd rekening te houden met die mogelijkheid bij de toepassing van de sancties.
Alle landen werden ook gevraagd het panel van experts bewegingsvrijheid te verlenen en tijdig visa uit te reiken.
Ook werd hen gevraagd mede te delen met welke maatregelen ze de opgelegde sancties hebben uitgevoerd.
Het leek er immers op dat niet alle landen het reisverbod en het bevriezen van fondsen hadden toegepast.

## Verwante resoluties
- Resolutie 2024 Veiligheidsraad Verenigde Naties (2011)
- Resolutie 2032 Veiligheidsraad Verenigde Naties (2011)
- Resolutie 2046 Veiligheidsraad Verenigde Naties
- Resolutie 2047 Veiligheidsraad Verenigde Naties

Lijst ·  2033 ·  2034 ·  2035 ·  2036 ·  2037 ·  2038 ·  2039 ·  2040 ·  2041 ·  2042 ·  2043 ·  2044 ·  2045 ·  2046 ·  2047 ·  2048 ·  2049 ·  2050 ·  2051 ·  2052 ·  2053 ·  2054 ·  2055 ·  2056 ·  2057 ·  2058 ·  2059 ·  2060 ·  2061 ·  2062 ·  2063 ·  2064 ·  2065 ·  2066 ·  2067 ·  2068 ·  2069 ·  2070 ·  2071 ·  2072 ·  2073 ·  2074 ·  2075 ·  2076 ·  2077 ·  2078 ·  2079 ·  2080 ·  2081 ·  2082 ·  2083 ·  2084 ·  2085